# Ambroży Koziełł Poklewski
Ambroży Koziełł Poklewski herbu własnego – chorąży oszmiański w latach 1783–1797, starosta dzisnieński.
Poseł na sejm 1778 roku z powiatu oszmiańskiego. Komisarz Komisji Porządkowej Cywilno-Wojskowej województwa wileńskiego powiatu oszmiańskiego repartycji postawskiej w Postawach w 1790 roku.